# ラブリーサマーちゃん
ラブリーサマーちゃん（1995年7月29日 - ）は、日本の女性シンガーソングライター。本名、今泉 愛夏（いまいずみ あいか）。東京都出身。愛称はラブサマちゃんなど。キャッチコピーは「可愛くてかっこいいピチピチロックギャル」。所属レーベルは日本コロムビア。

## 来歴
1995年、東京都生まれ。
お母さんと公園でシロツメクサの花かんむりを作るなどして育つ。2011年の中学三年生の夏に家にあったアコースティック・ギターを弾くようになった。高校進学後は生物部と軽音部に在籍し、ギターを弾いていた。2013年の夏に誕生日プレゼントとして貰ったMTRで宅録を始め、バンドメンバーを探す目的でSoundCloudに音源のアップロードを始めた。
2014年4月にバンド「For Tracy Hyde」にボーカルとして加入後、2015年に脱退。
中学からエスカレーター式で大学に進学し日本文学を専攻していたが、2016年に日本大学に入学、11月にSPEEDSTAR RECORDSからメジャー・デビューした。
2020年3月に日本大学芸術学部を卒業した。4月1日、日本コロムビアに所属したことを発表した。

## 人物
作曲家のいずみたくを祖父に持つ。親が教育熱心で、幼い頃はピアノ、剣道、新体操、体操教室、水泳、テニスなど様々な習い事をしていた。
「かわいいかもしれない」という希望を持ってもらうため、顔は公開せずに活動を行っている。
the peggiesのメンバー3人とは日本女子大学附属中学校・高等学校の同級生。

## 出演

### ラジオ
- J−WAVE GOLD RUSH（2014年7月4日）
- ラブリーサマーちゃんねる（2016年11月-12月 TOKYO FM RADIO DRAGON-NEXT-内）[12]
- J-WAVE GOLD RUSH -「TSUTAYA ENTER-MINUTES」（2016年11月25日）[13]
- J-WAVE STEP ONE -「MUSIC+1」（2017年8月10日）[14]
- LIKE SONG：ラブリーサマーちゃん（2019年5月-10月 毎週月曜日、2019年11月-2021年10月20日 毎月第三水曜日、Backstage Cafe（インターネット配信））[15][16][17]

### ワンマンライブ・主催イベント
- なんかもうやけくそでラブリーサマー（2014年8月3日　恵比寿BATICAにて）
- よしよし、サマー！リリースパーティー（2015年3月7日　渋谷2.5Dにて）
- ハタチのラブサマ　はじめての飲み会（2015年8月31日　渋谷7th FLOORにて）
- ラブサマなりの成人式（2016年1月11日　TSUTAYA O-nestにて）
- ラブリーサマーソニック（2016年8月20日　渋谷WWWにて）[18]
- LSC 〜Lovely Spring,Coming!〜（2017年3月10日　渋谷QUATTROにて）
- ラブリーサマーソニック 2017（2017年8月25日　渋谷WWW Xにて）[19]
- ラブリーサマーソニック 2018（2018年10月6日　渋谷WWWにて）[20]
- ラブリーサマーちゃんワンマンライブ「ミレニアム」（2019年4月30日　恵比寿LIQUIDROOMにて）
- ラブリーサマーソニック 2019（2019年11月28日　Veats Shibuyaにて）[21]
- ラブリーサマーソニック 2020（2020年12月15日　渋谷WWWにて）[22]
- THE THIRD SUMMER OF LOVELY SUMMER SONIC Tour 2021-2（2022年2月19日 umeda TRAD（大阪）、20日 ボトムライン（愛知）、25日 WWWX（東京）、3月3日　LIQUIDROOM（東京）にて）[23]
- LOVELY SUMMER SONIC 2022（2022年8月7日　渋谷CLUB QUATTROにて）[24][25]
- Luxurious Seated Concert presented by Lovely Summer Chan（2023年5月21日　ビルボードライブ横浜にて）[26]
- LOVELY SUMMER SONIC 2023（2023年8月5日　味園ユニバース（大阪）、2023年9月8日　東京キネマ倶楽部（東京）にて）[27][28]
- ラブリーサマーちゃん China Tour 2024（2024年4月21日、上海 Modern Sky Labにて）[29]
- ラブリーサマーちゃん China Tour 2024（2024年4月24日、広州 太空間 Live Houseにて）[29]
- ラブリーサマーちゃん China Tour 2024（2024年4月25日、深圳 NUBOND AIRにて）[29][30]
- ラブリーサマーちゃん China Tour 2024（2024年4月27日、北京 East Live Houseにて）[29]
- ラブリーサマーちゃん New Mini Album Release Tour-Tour For Walking (Out Of The Woods)（2025年4月25日、東京・渋谷 CLUB QUATTROにて）[31]
- ラブリーサマーちゃん New Mini Album Release Tour-Tour For Walking (Out Of The Woods)（2025年4月28日、大阪・梅田 Shangri-Laにて）[31]
- ラブリーサマーちゃん New Mini Album Release Tour-Tour For Walking (Out Of The Woods)（2025年5月1日、愛知・名古屋 JAMMIN'にて）[31]

## ディスコグラフィ

### シングル
| 発売日         | タイトル                                | 備考                                     |
| -------------- | --------------------------------------- | ---------------------------------------- |
| 2014年4月2日   | はじめまして                            | 「ラブリーサマーちゃんと芳川よしの」名義 |
| 2014年4月      | おやすみ                                | ライブ会場限定 廃盤                      |
| 2014年8月2日   | ルミネセンス                            | ライブ会場限定 廃盤                      |
| 2014年12月10日 | 宇宙ネコ子とラブリーサマーちゃん        | 「宇宙ネコ子とラブリーサマーちゃん」名義 |
| 2015年7月29日  | ベッドルームの夢                        | iTunes Store限定                         |
| 2015年9月9日   | ベッドルームの夢 e.p.                   | 廃盤                                     |
| 2016年4月6日   | LOVE♡でしょ？（Pro. by 無敵DEAD SNAKE） | 廃盤                                     |
| 2016年5月18日  | PART-TIME ROBOT                         | 廃盤                                     |
| 2016年6月22日  | 青い瞬きの途中で                        | 廃盤                                     |
| 2016年9月28日  | 202 feat.泉まくら                       | アナログレコードでのリリース 廃盤        |
| 2019年4月22日  | ミレニアム / 今は少年のままの君         | 配信限定                                 |
| 2019年11月20日 | LSC2000/サンタクロースにお願い          | 配信・会場限定リリース                   |
| 2020年4月15日  | 心ない人/どうしたいの？                 | 配信・会場限定リリース                   |
| 2022年8月31日  | ON AIR / SATOH/ラブリーサマーちゃん     | 配信限定リリース                         |
| 2024年10月30日 | 歌詞のない日常                          | 配信限定リリース                         |
| 2024年10月30日 | Garden of Remembrance                   | 配信限定リリース                         |

### 参加作品
| 発売日         | タイトル                                                                        | 備考                                                                     |
| -------------- | ------------------------------------------------------------------------------- | ------------------------------------------------------------------------ |
| 2014年2月5日   | 術ノ穴Presents HELLO!!!vol.7                                                    | 「あなたは煙草 私はシャボン」の参加                                      |
| 2014年4月9日   | 乙女の秘密 - 無敵DEAD SNAKE                                                     | ゲストボーカルでの参加 サウンドクラウドでの公開                          |
| 2014年4月27日  | In Fear Of Love - For Tracy Hyde                                                | フリーダウンロード                                                       |
| 2014年4月30日  | ディスコの神様 feat. 藤井隆 - tofubeats                                         | コーラスでの参加                                                         |
| 2014年5月7日   | TOKYO (FUCK REAL LIFE) (feat. ラブリーサマーちゃん & Sarah Bonito) - ©OOL JAPAN | ゲストボーカルでの参加 サウンドクラウドでの公開                          |
| 2014年5月7日   | Rush Hour(feat. Sarah Bonito & ラブリーサマーちゃん) - ©OOL JAPAN               | ゲストボーカルでの参加 サウンドクラウドでの公開                          |
| 2014年8月31日  | Born To be Breathtaken - For Tracy Hyde                                         | ライブ会場・配信限定                                                     |
| 2014年10月26日 | Shady Lane Sherbet/Ferris Wheel Coma - For Tracy Hyde                           | ライブ会場限定                                                           |
| 2015年2月25日  | SNOWTOWN - FOLKS                                                                | 1.CAPITAL MORNING ゲストボーカルでの参加                                 |
| 2015年7月7日   | エレ空feat.ラブリーサマーちゃん&Cherry Brown - KOSMO KAT                        | 作詞・ボーカルで参加 フリーダウンロード                                  |
| 2016年8月17日  | 日々のあわ - 宇宙ネコ子                                                         | 1.Divine Hammer 8.日々のあわ ゲストボーカルでの参加                      |
| 2016年8月29日  | 映画『TOKYO INTERNET LOVE』                                                     | 音楽で参加                                                               |
| 2017年3月15日  | 桜 super love - サニーデイ・サービス                                            | 2.桜 super love（ly summer chan remix） リミックスで参加                 |
| 2018年7月5日   | なつめきサマーEP - the peggies                                                  | 4.ちゅるりらサマフィッシュ〜ラブリーサマーちゃんRemix〜 リミックスで参加 |
| 2018年10月31日 | Quartier Latin - 1e1                                                            | 6.Trace 歌唱で参加                                                       |
| 2019年8月7日   | いのち(TOSHIKI HAYASHI (%C) remix) [feat. ラブリーサマーちゃん] - 泉まくら      | 配信限定                                                                 |
| 2019年12月21日 | 醒めないままで(feat.ラブリーサマーちゃん) - kodani園芸                          | 歌唱で参加                                                               |
| 2021年2月17日  | Beautiful Wasted Melody (feat. ラブリーサマーちゃん) - yuma yamaguchi           | 配信限定                                                                 |
| 2023年         | 映画『Garden of Remembrance』                                                   | 音楽で参加                                                               |

## 連載
- Quick Japan「ラブリーサマーちゃんの「一生のお願い」」 ※vol.132より連載[35]